# یگان‌های مقاومت سنجار
یگان‌های مقاومت سنجار یا ی. ب. ش (به کردی: Yekîneyên Berxwedana Şengalê; YBŞ یه‌کینه‌یێن به‌رخوه‌دانا شه‌نگالێ، یه‌به‌شه) که پیشتر سربازان ملک طاووس نامیده می‌شد، تشکلی از شبه نظامیان یزیدی در عراق است که در سال ۲۰۰۷ برای محافظت از جامعه یزیدیان عراق و کردستان عراق در مقابل حمله شورشیان عراقی شکل گرفت. ی.ب. ش پس از نیروهای دفاعی ایزدخان (ه.پ. اِ) دومین نیروی شبه‌نظامی بزرگ ایزدی به‌شمار می‌آید، با این حال این نیرو از ه.پ. اِ در نبرد با داعش بسیار فعال تر بوده‌است.

## نگارخانه

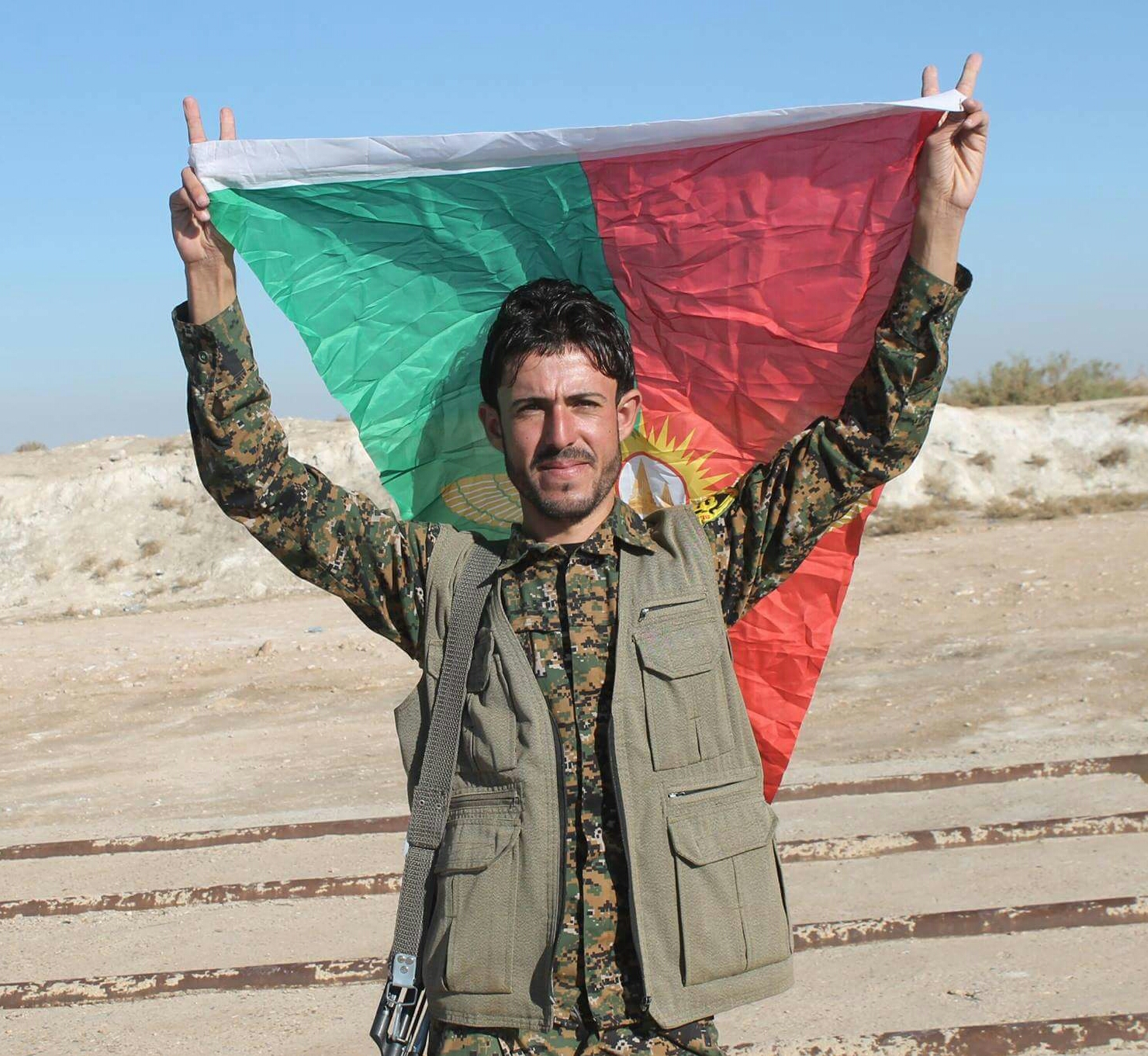
سرباز مدافع سنجار با پرچم این یگان
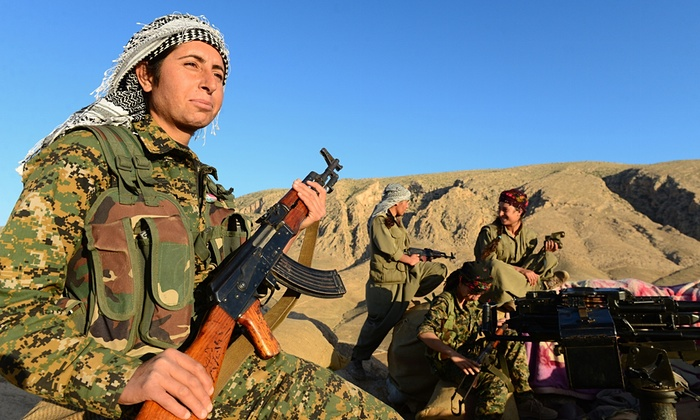
زنان مدافع سنجار
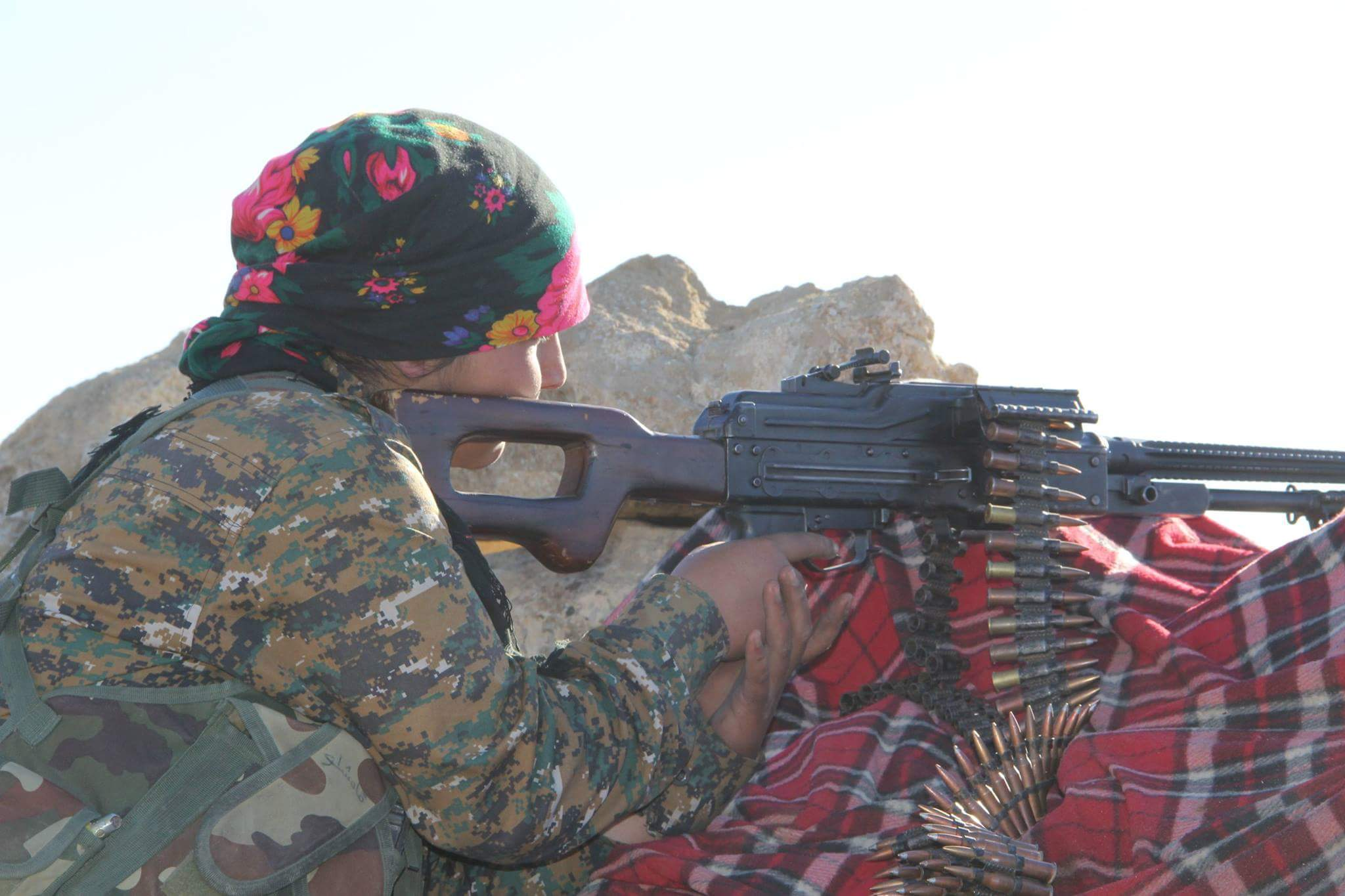
زنان مدافع سنجار